# Acido suberico
L'acido suberico, noto anche come acido ottandioico, è un acido bicarbossilico, con formula C8H14O4.

## Etimologia
Il suo nome deriva dalla parola latina suber che significa sughero.

## Produzione
Questo acido si prepara ossidando con acido nitrico l'olio di ricino, di lino, l'acido oleico, il bianco di balena.

## Utilizzo
È un solido cristallino incolore utilizzato nella sintesi di farmaci e nella produzione di materie plastiche. Si usa inoltre per preparare resine alchidiche e poliammidi.